# Сентимент
Сентимент је сложена, стечена и релативно стабилна ментална структура која обухвата више различитих емоција и ставова усмерених на одређени објект. Сентименти су главни стечени динамички склопови црта организовани око извесних значајних друштвених институција и значајних особа (дете, партнер, учитељ) или себе самог (ја-сентимент).